# Tanga (Rosja)
Tanga (ros. Танга) – wieś w Rosji, w Kraju Zabajkalskim, w rejonie ulotowskim. W 2010 liczyła 935 mieszkańców.